# Pănășești, Strășeni
Pănășești este satul de reședință al comunei cu același nume  din raionul Strășeni, Republica Moldova. Satul are 2 511 de locuitori.
Pănășești este un sat și comună din raionul Strășeni. Satul are o suprafață de circa 1.80 kilometri pătrați, cu un perimetru de 7.89 km. Din componența comunei fac parte localitățile Pănășești și Ciobanca. Localitatea se află la distanța de 7 km de orașul Strășeni și la 32 km de Chișinău.

## Istorie
Localitatea a fost atestată într-un document atestat cu anul 1448, cu denumirea Voloseni:
„Din mila lui Dumnezeu, noi, Petru voievod, domn al Țării Moldovei. Facem cunoscut, cu această carte a noastră, tuturor celor care o vor vedea sau o vor auzi citindu-se, că acest adevărat boier al nostru credincios, pan Ion Porcu, ne-a slujit drept și credincios. De aceea, noi, văzând dreapta și credincioasa lui slujbă către noi, l-am miluit cu deosebita noastră milă și i-am dat și i-am întărit ocina lui, în țara noastră, în Moldova, satele anume: unde este curtea lui, pe Pârâul Negru, și Sârbi, și Arămești, și Romănești, și Știubeești și Cornești, și Tulești, și moara din câmp, care a fost a lui Andreicu, și Cuciulătești, și Bârjoveni, și seliștea lui Manuil, și ..., și Săcuiani, și, pe Tutova, Mihail Croitor, și la Glod, și, pe Bâc, la Botne, Voloseni, și la Crețul, la Clim, și unde este Cruglici, și prisaca, și, la Mealure, unde este Oancea, și la Jac, și la Dragoman, și Grozeștii lui Marco, și la Golâmboanie, cu vadul, și Neburești, și, la Tecuci, la Săseni, pe amândouă părțile pârâului, și casa lui Frâham din Târgul de Jos și țiganii ...

...

A scris Dobruleț, la Suceava, în anul 6956 <1448>, luna iulie 27.”
Satul a fost locuit de români din cele mai vechi timpuri.
În perioada sovietică, satul a fost inclus în raionul Strășeni.

## Geografie
Pănășești este un sat din raionul Strășeni, Republica Moldova. Este situat în partea centrală a republicii, la o distanță de 32 km de Chișinău. Satul se află pe malul râului Ichel, într-o zonă deluroasă.

## Populație
Pănășești are o populație de 3342 de locuitori. Majoritatea locuitorilor este de vârsta depășită de 18 ani (2710). 

## Economie
Principala ocupație a locuitorilor din Pănășești este agricultura. În sat există o serie de ferme agricole care produc cereale, legume și fructe. De asemenea, în sat există o serie de întreprinderi mici și mijlocii care activează în domeniul construcțiilor, serviciilor și comerțului. 

### Cultură
În Pănășești există o școală generală, o bibliotecă, un club cultural și o biserică ortodoxă recent renovate toate. De asemenea, în sat există o serie de asociații culturale și sportive cum ar fi un complex sportiv situat pe stadionul satului.